# Or-kapi erőd
Az Or-kapi erőd (vagy Perekop erőd) egy erődítmény, amely Perekop település közelében található, a Perekop földszoroson, amely összeköti a Krím-félszigetet az ukrán szárazfölddel.

## Története

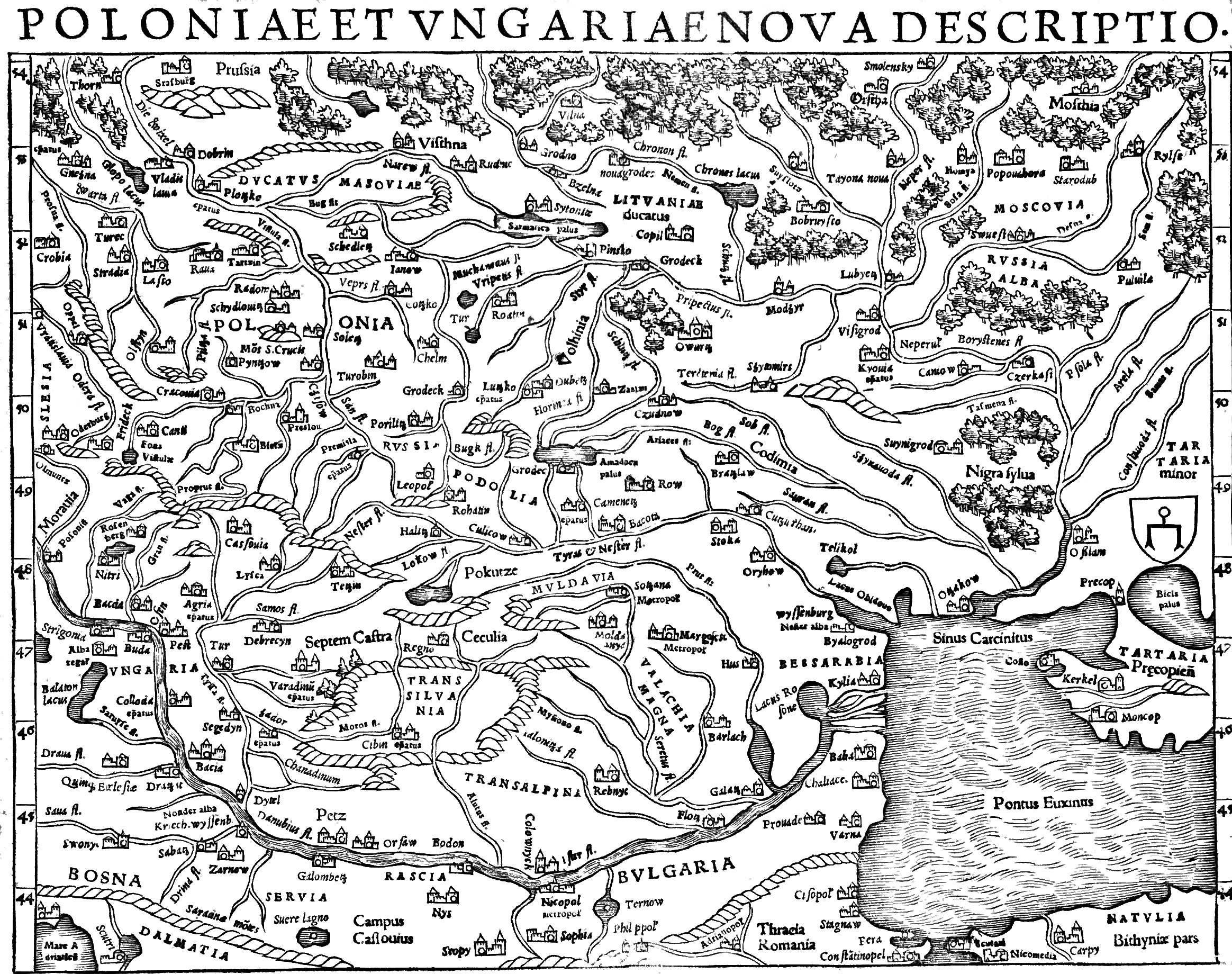
Perekop a Lengyelországot és Magyarországot (Poloniae et Ungariae) bemutató térképen (1554)

Az Or-kapi erődöt a 15. században I. Mengli Giráj krími kán és fia, I. Száhib Giráj krími kán építette. Az erődítmény nagy katonai jelentőséggel bírt, mint a Krími Tatár Kánság kulcsa.
Az orosz–török háborúk (1735–1739) során Burkhard Christoph von Munnich orosz tábornagy 1736. június 17-én sikeresen megrohamozta az erődítményeket, és romokban hagyta a tatár erődöt. 1738-ban Lacy orosz tábornok ismét elfoglalta. Ez súlyos, csaknem halálos csapás volt a Krími Kánság függetlenségére. 1754-ben az erősséget Kirim Giráj krími kán újjáépítette. 1771-ben Dolgorukov orosz tábornok újra elfoglalta az erődöt.
A második világháború során többször is gazdát cserélt Németország és a Szovjetunió között.

## Leírása

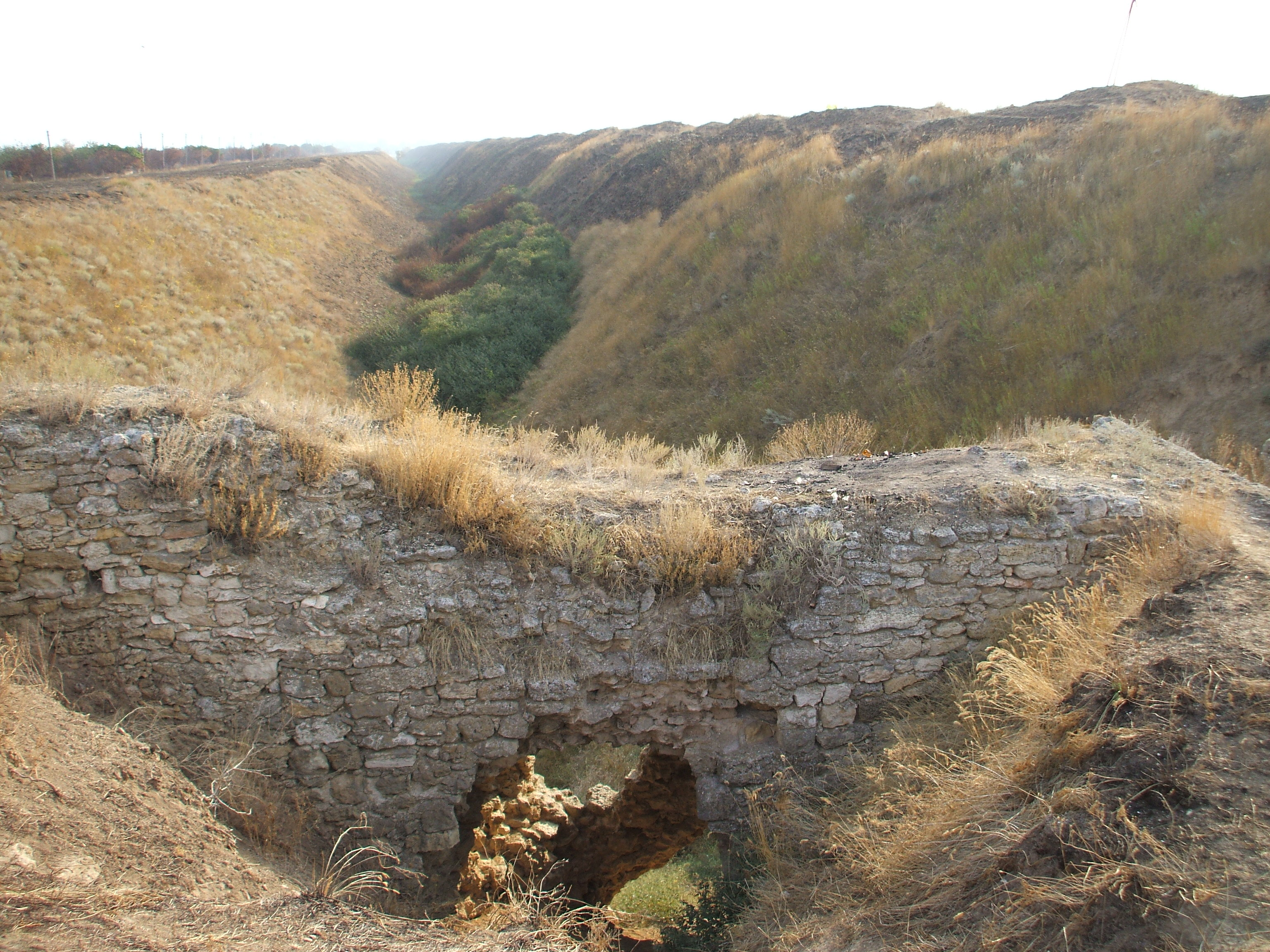
Perekop sáncának maradványai

A Perekop-erőd valójában csak egy része volt egy erődrendszernek, amely a Perekop-öböltől Sivasig húzódott. A hossza körülbelül 8 kilométer volt. Az erődöt ötágú formájú, erős kövekkel szegélyezett földfalakkal és négyszögletes tornyokkal erősítették meg. Az északi oldalon csak felvonóhíddal ellátott kapuk voltak. Perekop erődrendszere bonyolult rendszere többek között belső várból, külső erődből és elővárból is állt.
A tüzérség több mint 100 ágyúval rendelkezett. Az erődítménynek volt egy külső része, amit árok vett körül.

## Fordítás
- Ez a szócikk részben vagy egészben  az   Or Qapi című angol Wikipédia-szócikk ezen változatának fordításán alapul.  Az eredeti cikk szerkesztőit annak laptörténete sorolja fel. Ez a jelzés csupán a megfogalmazás eredetét és a szerzői jogokat jelzi, nem szolgál a cikkben szereplő információk forrásmegjelöléseként.